# Christoph Deutschmann
Christoph Deutschmann (* 15. November 1946 in Stuttgart) ist ein deutscher Soziologe.

## Leben
Deutschmann studierte Soziologie mit den Nebenfächern Volkswirtschaftslehre und Rechtswissenschaften an der Johann Wolfgang Goethe-Universität in Frankfurt am Main und machte dort 1973 sein Diplom. Im gleichen Jahr wurde sein Buch Der linke Keynesianismus publiziert, das auch auf Dänisch erschien. 1975 wurde er an der Johann Wolfgang Goethe-Universität in Frankfurt mit der Arbeit Planwirtschaft als Ideologie. Zur Legitimationsfunktion der „ Politischen Ökonomie des Sozialismus“ in den RGW-Staaten promoviert. Von 1976 bis 1984 war er wissenschaftlicher Mitarbeiter des Frankfurters Instituts für Sozialforschung. 1987 habilitierte er sich im Fachbereich Gesellschaftswissenschaften an der Universität Frankfurt. Seit 1989 ist er Professor für Sozial- und Verhaltenswissenschaft am Institut für Soziologie der Universität Tübingen. Er gehört zum Team des Forschungsinstituts für Arbeit, Technik und Kultur (F.A.T.K.).
Im Bereich der Wirtschaftssoziologie erforscht Deutschmann den gesellschaftlichen Umgang mit Geld, das er als „unsere heimliche Religion“ bezeichnet. Sein Religionsbegriff ist dabei an der gesellschaftlichen Funktion zur Stiftung von kollektiver Identität und gesellschaftlichem Zusammenhalt ausgerichtet. Geld sei nicht nur Tauschmittel, als Kapital vermittele es nichts mehr außer sich selbst und werde zum Selbstzweck. Die Anhäufung von Vermögen in der Mittel- und Oberschicht führe zu einem „Buddenbrook-Effekt“ (nach Thomas Manns Roman Buddenbrooks): Die schwindenden Möglichkeiten, in einer Wohlstandsgesellschaft „immer mehr und immer härter arbeitende Schuldner“ zu finden, verführe bei einem Beharren auf einer hohen Rendite zu immer riskanteren Spekulationen, wie sie zur Finanzkrise ab 2007 geführt haben. Er rät zu Überlegungen wie der Wachstumszwang überwunden werden könnte. Dazu seien Kontrollmechanismen einzuführen, beispielsweise, dass Aktien nicht mehr auf Kredit gekauft werden dürften, mit Geld nicht Geld verdient werden dürfte.

## Veröffentlichungen
- Der linke Keynesianismus. Athenäum-Verlag, Frankfurt 1973, ISBN 3-7610-5871-3
- mit Gisela Dybowski-Johannson: Wirtschaftliche und soziale Determinanten der Arbeitszeitpolitik. Zur Geschichte des Kampfes um die Verkürzung der Arbeitszeit. In: Mitteilungen des Instituts für Arbeitsmarkt- und Berufsforschung. Jg. 12, 1979, Nr. 3, S. 313–326 (PDF; 511 kB)
- Planwirtschaft als Ideologie. Zur Legitimationsfunktion der „Politischen Ökonomie des Sozialismus“ in den RGW-Staaten. Dissertation (1975), erschienen 1977
- mit Ulrich Billerbeck, Rainer Erd, Rudi Schmiede & Edwin Schudlich: Neuorientierung der Tarifpolitik? Veränderungen im Verhältnis von Lohn- und Manteltarifpolitik in den siebziger Jahren. Campus-Verlag, Frankfurt/New York 1982, ISBN 3-593-33077-6
- mit Rudi Schmiede: Lohnentwicklung in der Bundesrepublik 1960–1978. Wirtschaftliche und soziale Bestimmungsgründe. Campus-Verlag, Frankfurt/New York 1983, ISBN 3-593-33078-4
- Der Weg zum Normalarbeitstag. Die Entwicklung der Arbeitszeiten in der deutschen Industrie bis 1918. Campus-Verlag, Frankfurt/New York 1985, ISBN 3-593-33438-0
- Arbeitszeit in Japan. Organisatorische und organisationskulturelle Aspekte der „Rundumnutzung“ der Arbeitskraft. Campus-Verlag, Frankfurt/New York 1987, ISBN 3-593-33830-0
- Die japanischen Arbeitszeiten in sozio-kultureller Sicht. In: Japanstudien. Band 2/1990. Jahrbuch des Deutschen Instituts für Japanstudien. Iudicium-Verlag, München 1991, ISBN 3891293658, S. 89–101 (PDF; 846 kB)
- mit Michael Faust, Peter Jauch & Karin Brünnecke: Dezentralisierung von Unternehmen. Bürokratie- und Hierarchieabbau und die Rolle betrieblicher Arbeitspolitik. Hampp, München/Mering 1994, ISBN 3-87988-090-5; 3. erweiterte Auflage ebd. 1999, ISBN 3-87988-383-1
- Die Arbeitsgesellschaft in der Krise? Paradoxien der arbeitspolitischen Debatten der achtziger Jahre. In: H. G. Zilian und Jörg Flecker (Hrsg.): Pathologien und Paradoxien der Arbeitswelt. Forum Sozialforschung, Wien 1997, ISBN 3-901339-02-7, S. 32–48 (PDF)
- Die Verheißung des absoluten Reichtums. Zur religiösen Natur des Kapitalismus. Campus, Frankfurt/New York 1999, ISBN 3-593-36253-8; 2. überarbeitete Auflage ebd. 2001, ISBN 3-593-36883-8
  - Rezension von Reinhard Jellen. In: Widerspruch. Nr. 36, 2001, S. 67–70 (PDF-Datei; 154 kB)
- Postindustrielle Industriesoziologie. Theoretische Grundlagen, Arbeitsverhältnisse und soziale Identitäten. Juventa-Verlag, Weinheim/München 2002, ISBN 3-7799-1471-9
- (Hrsg.): Die gesellschaftliche Macht des Geldes. Westdeutscher Verlag, Wiesbaden 2002, ISBN 3-531-13687-9
- Ende und Wiederkehr des Keynesianismus. Rätsel der aktuellen Wirtschaftspolitik. In: Leviathan. Jg. 31, Nr. 3, 2003, S. 291–302 (PDF)
- Rätsel der aktuellen Wirtschaftspolitik. Die heimliche Wiederkehr des Keynesianismus. In: Zeitschrift für Sozialökonomie. 42. Jg., 146. Folge, 2005, S. 3–12
- Kapitalistische Dynamik. Eine gesellschaftstheoretische Perspektive. VS, Wiesbaden 2008, ISBN 978-3-531-15945-4
- Der kollektive "Buddenbrooks-Effekt": Die Finanzmärkte und die Mittelschichten. MPIfG Working Paper 08/5. Max-Planck-Institut für Gesellschaftsforschung, Köln 2008 (PDF; 610 kB)
- Soziologie kapitalistischer Dynamik. MPIfG Working Paper 09/5. Max-Planck-Institut für Gesellschaftsforschung, Köln 2009 (PDF; 845 kB)
- Disembedded markets. Economic theology and global capitalism. Routledge, London 2019, ISBN 978-1-138-61402-4.
- Trügerische Verheißungen. Markterzählungen und ihre ungeplanten Folge. Springer VS, Wiesbaden 2020, ISBN 978-3-658-28581-4.